# Neno
Neno, pseudonimo di Adelino Augusto da Graça Barbosa Barros (Cidade Velha, 27 gennaio 1962 – Guimarães, 10 giugno 2021), è stato un calciatore portoghese, di ruolo portiere.

## Carriera
Giocò, nell'arco di 15 stagioni, 242 partite di Primeira Liga, e fu 9 volte capitano della nazionale portoghese. Nel corso della sua attività agonistica, Neno ha giocato in diverse squadre tra cui il Vitória Futebol Clube e il Benfica.
Neno è morto nel 2021 vittima di un infarto.